# Sar Khom
Sar Khom (persiska: سر خم) är en ort i Iran.   Den ligger i provinsen Kermanshah, i den nordvästra delen av landet, 400 km väster om huvudstaden Teheran. Sar Khom ligger 1 626 meter över havet och antalet invånare är 106.
Terrängen runt Sar Khom är huvudsakligen kuperad. Sar Khom ligger nere i en dal.Runt Sar Khom är det ganska tätbefolkat, med 129 invånare per kvadratkilometer. Närmaste större samhälle är Mūchesh, 18,7 km nordväst om Sar Khom. Trakten runt Sar Khom består i huvudsak av gräsmarker.